# Maan en Ster-partij
De Maan en Ster-partij (Indonesisch: Partai Bulan Bintang, PBB) is een politieke partij in Indonesië die de islam als grondslag heeft. De partij komt voort uit Masyumi (Majelis Syura Muslimin Indonesia), een organisatie die van oorsprong door de Japanners tijdens de bezetting was opgezet en waarin alle moslimorganisaties van Indonesië samengevoegd waren. De partij doet sinds 1999 aan den nationale verkiezingen mee.
De partij heeft bij de verkiezingen van 2004 slechts 2,62 % van de stemmen gekregen (2.970.487 stemmen) en kreeg daardoor 11 zetels in de Volksvertegenwoordigingsraad (DPR, het Indonesische parlement). Sinds 2009 is de kiesdrempel verhoogd en heeft de PBB geen zetels meer weten te behalen.
De voorzitter van de partij is Yusril Ihza Mahendra, een controversieel persoon in Indonesië.